# ヴァレリー・エリャシュ＝ラジコフスキ
ヴァレリー・エリャシュ＝ラジコフスキ（Walery Eljasz-Radzikowski, 1841年9月13日 – 1905年3月23日）は、ポーランド分割の間に活動したポーランドの画家、イラストレーター、美術教師、写真家。

## 生涯
ヴァレリー・エリャシュ（ラジコフスキを名乗ったのは後半生である）は、1856 – 62年の6年間、のちのヤン・マテイコ美術学校であるクラクフ美術学校にて主に著名画家ヴワディスワフ・ウシュチュキェヴィチのアトリエで絵画を学んだ。1866年にポーランドに戻る以前の1862年 – 1865年の3年間はミュンヘンで勉強を続けている。
ミュンヘン滞在時に罹患した腸チフスから回復すると、エリャシュは外国の圧政に対するポーランド人反乱派 "Rząd Narodowy ジョンド・ナロドヴィ" に参加し、1月蜂起のためにポーランドへ戻った。クラクフへ戻ってからは、1872年 – 1891年の聖アン・ギムナジウム（波: Gimnazjum św. Anny ギムナズィユム・シフィェンテイ・アンヌィ; 英: Gymnasium of St. Anne）など周辺の美術学校で教鞭を取った。
エリャシュは教会のフレスコ画（1871年、ホホウフ、ポーランド最南端の町）をはじめとして絵本や雑誌の挿絵、舞台芸術のための伝統的衣装のデザインなどを手掛けるとともに、クラクフ、ワルシャワ、リヴィウ、ウィーンなど、国を超えて展覧会を開いた。
1873年、アウトドア愛好家で登山家のエリャシュ＝ラジコフスキは、現在のヨーロッパで最も歴史ある観光協会のひとつであるポーランド観光協会を共同創立した。また、タトラ山脈初の観光ガイドである『タトラ山脈、ピェニヌィ山地、シュツァブニツァにおける図解ガイド』（波: Illustrowany przewodnik do Tatr, Pienin i Szczawnic イルストロヴァヌィ・プシェヴォドニク・ド・タトル・ピェニン・イ・シュチャヴニツ、1886年、1891年、1896年、1900年に重版）を執筆した。前半はリトグラフと木版画をベースに、後半には彼の撮影した写真も使用した編集になっている。
1874年に2冊目のリトグラフ挿絵付きの専門書『タトラ山脈をめぐるスケッチ』（波: Szkice z podróży w Tatry シュキツェ・ス・ポドルージュ・フ・タトルィ）を、1901年にはクラクフの歴史的記念物についての詳細なガイドブックである『過ぎしクラクフ』（Kraków dawny クラクフ・ダヴヌィ）を出版している。

## ギャラリー

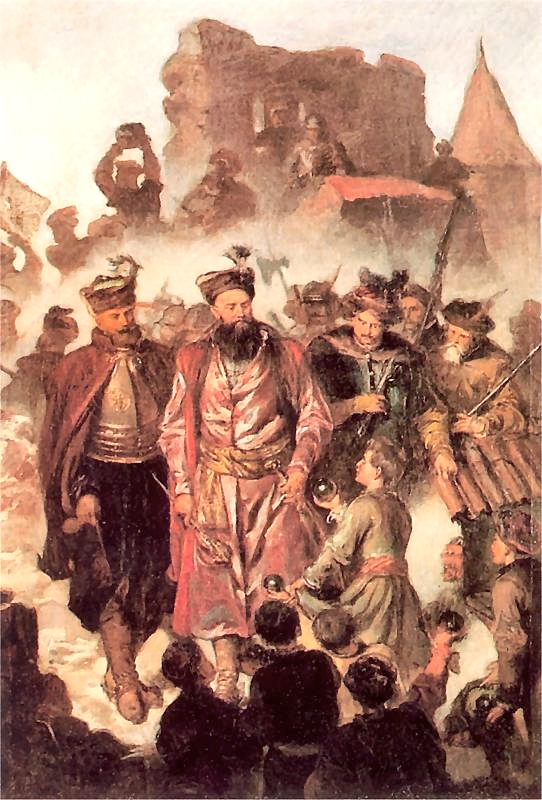
『クラクフの防衛にあたるステファン・チャルニェツキ(英語版)』(Stefan Czarniecki Defending Kraków)
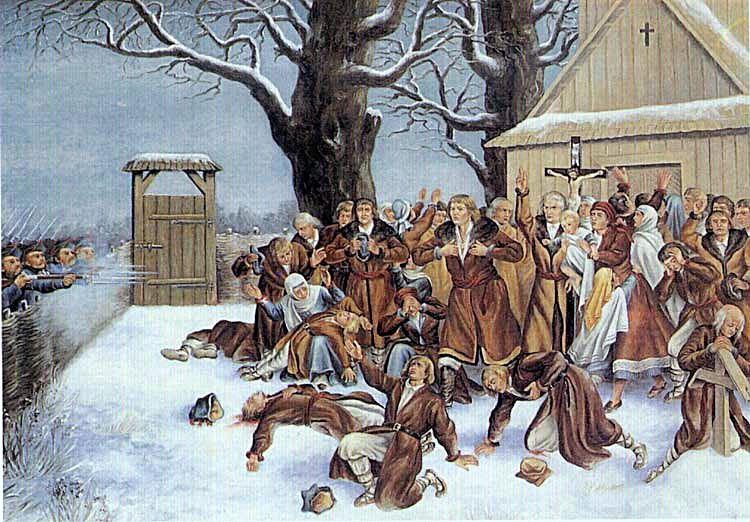
『プラトリンの殉教者 (英語版) 』 (The Pratulin Martyrs)
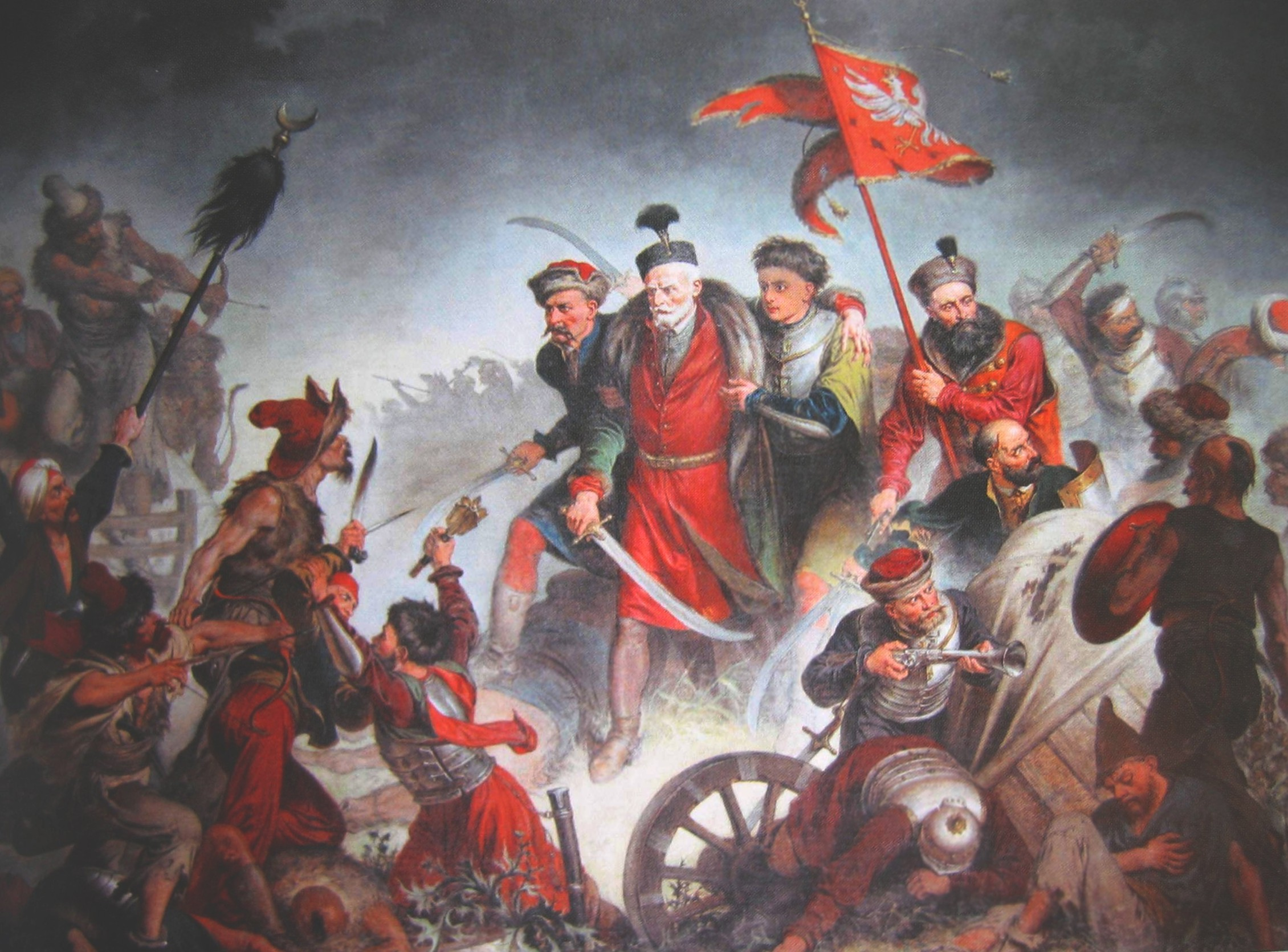
『ツェツォラの戦いにおけるスタニスワフ・ジュウキェフスキの死』(The death of Stanisław Żółkiewski at the Battle of Cecora)
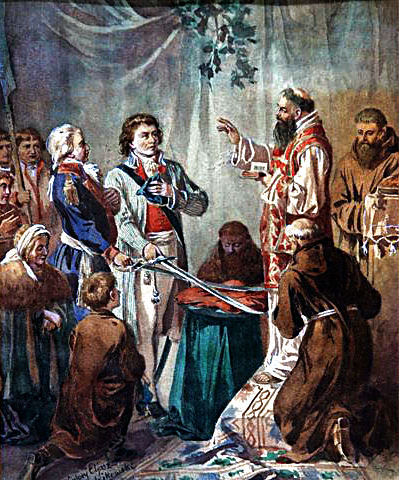
『タデウシュ・コシチュシュコとユゼフ・ヴォジツキ (英語版) のサーベル奉献』(Consecrating the sabers of Tadeusz Kościuszko and Józef Wodzicki)
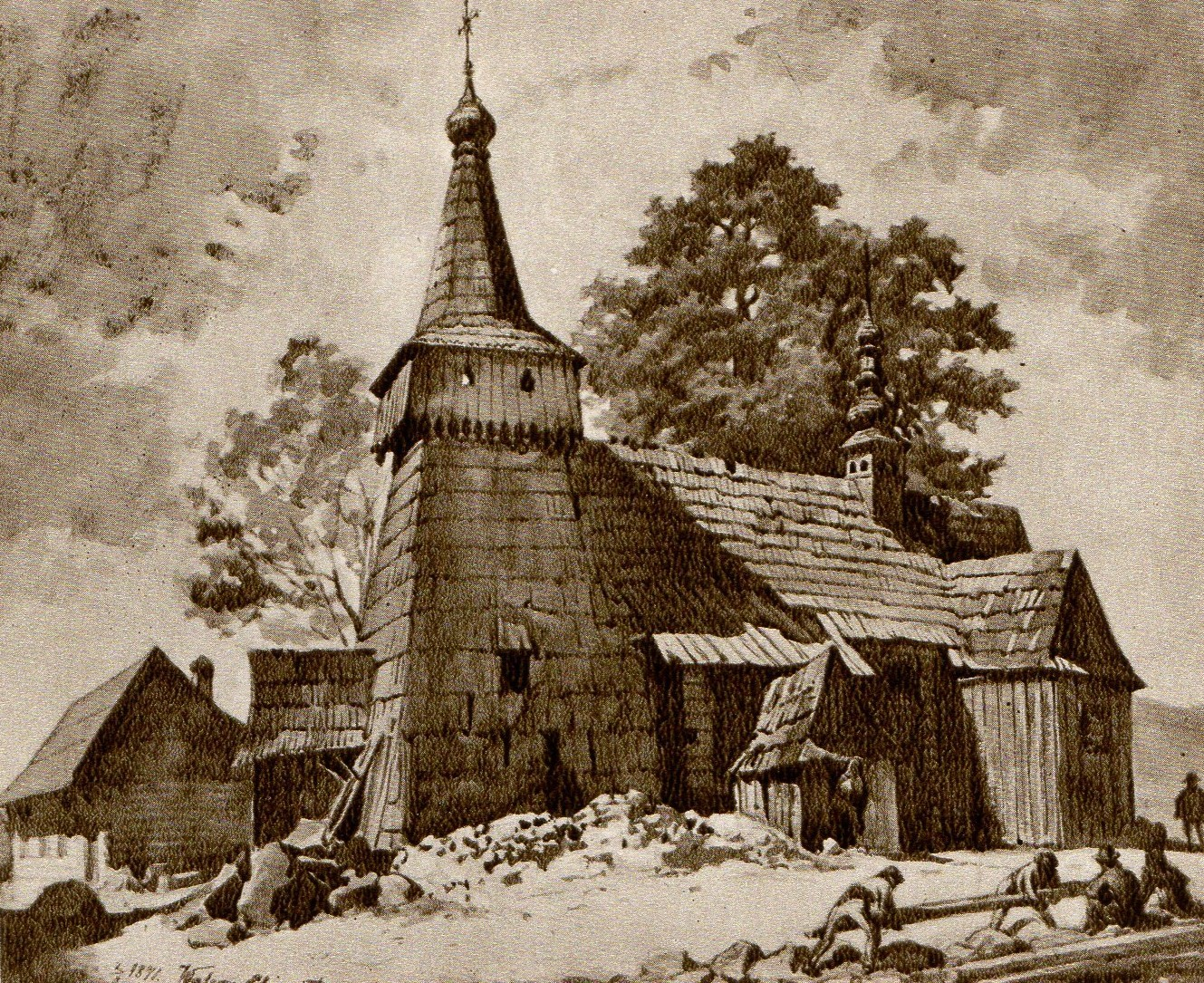
ホホウフ(英語版)の教会(Kościół w Chochołowie)
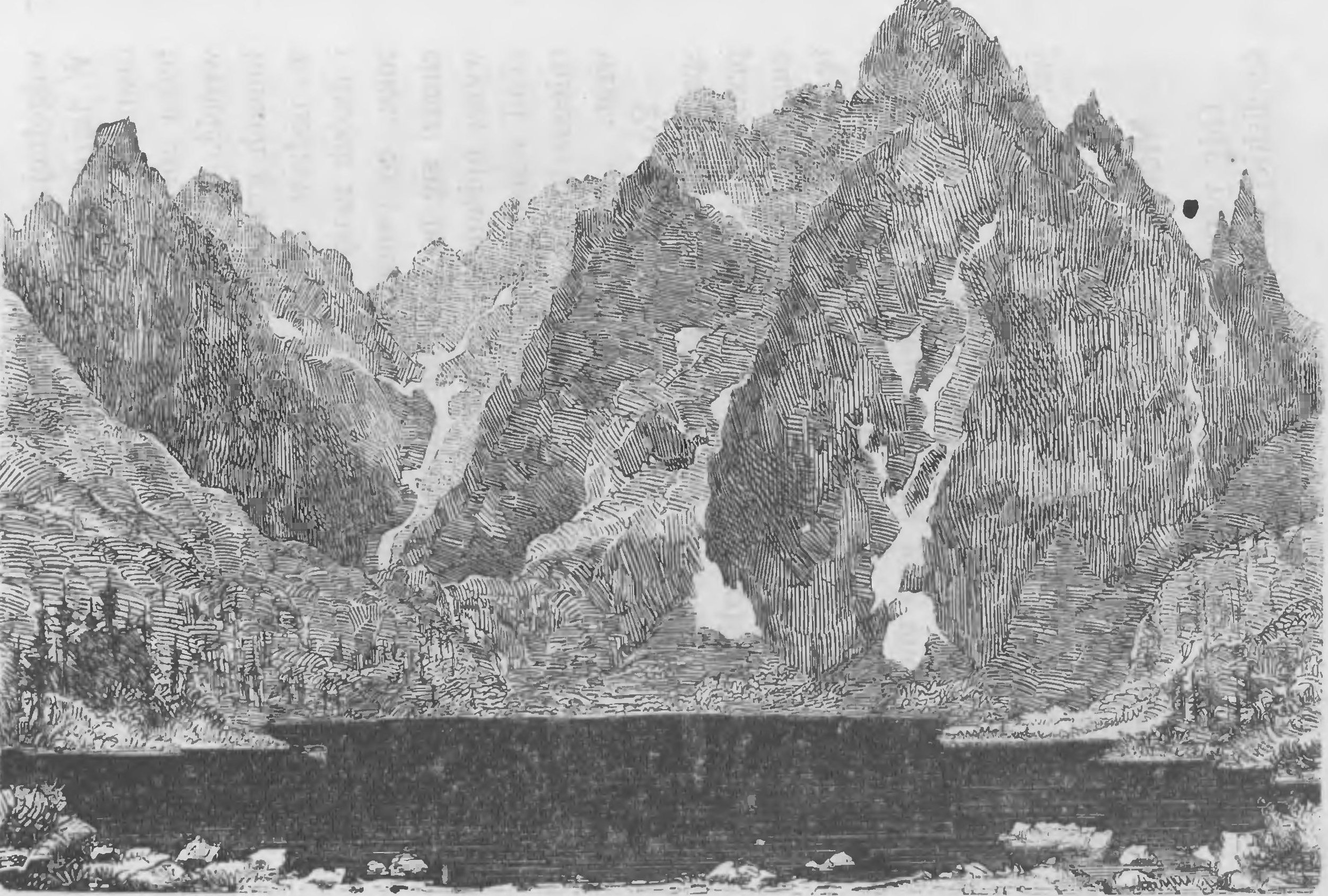
モルスキェ・オコのスケッチ
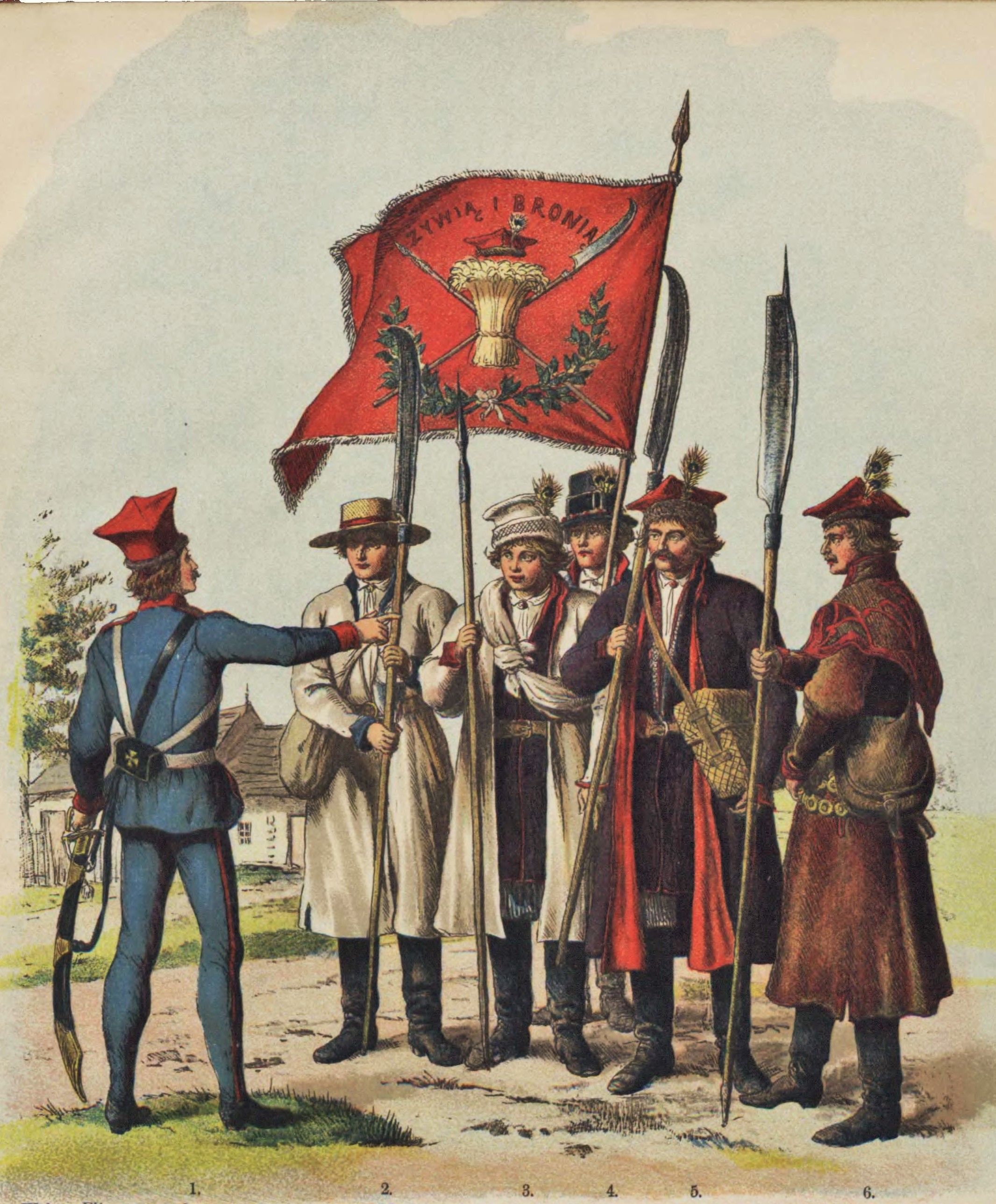
タデウシュ・コシチュシュコとポーランド軍、1794年(Wojsko Polskie Kościuszki w roku 1794)